# Llista de muntanyes del Camp de Túria
Llista de muntanyes a la comarca del Camp de Túria, al País Valencià.
| Nom                      | Altura | Municipi           | Unitat de relleu | Coordenades                                            | Foto |
| ------------------------ | ------ | ------------------ | ---------------- | ------------------------------------------------------ | ---- |
| el Gorg                  | 908 m. | Gàtova             | Serra Calderona  | 39° 44′ 31″ N, 0° 30′ 11″ O / 39.7420227°N,0.5030624°O |      |
| Pico del Águila          | 878 m. | Gàtova             | Serra Calderona  | 39° 46′ 51″ N, 0° 31′ 01″ O / 39.7808748°N,0.5168575°O |      |
| la Jabonera              | 876 m. | Gàtova             | Serra Calderona  | 39° 44′ 50″ N, 0° 29′ 54″ O / 39.7472113°N,0.4983096°O |      |
| Alto de la Cruz          | 857 m. | Gàtova             | Serra Calderona  | 39° 45′ 54″ N, 0° 31′ 56″ O / 39.7650301°N,0.53232°O   |      |
| Penya Roja               | 831 m. | Serra              | Serra Calderona  | 39° 43′ 12″ N, 0° 27′ 49″ O / 39.7201107°N,0.4634892°O |      |
| Alto de Lozano           | 827 m. | Gàtova             | Serra Calderona  | 39° 47′ 44″ N, 0° 32′ 55″ O / 39.7954239°N,0.5485259°O |      |
| els Rebalsadors          | 799 m. | Serra              | Serra Calderona  | 39° 41′ 55″ N, 0° 26′ 59″ O / 39.6984797°N,0.4498445°O |      |
| Mola de la Mata          | 753 m. | Serra              | Serra Calderona  | 39° 42′ 13″ N, 0° 28′ 28″ O / 39.7037155°N,0.4743146°O |      |
| Alt de la Nevera         | 741 m. | Serra              | Serra Calderona  | 39° 43′ 04″ N, 0° 26′ 42″ O / 39.7178949°N,0.4450731°O |      |
| Alt del Pi               | 717 m. | Serra              | Serra Calderona  | 39° 41′ 28″ N, 0° 24′ 01″ O / 39.691232°N,0.4002556°O  |      |
| Alto de la Palmosa       | 613 m. | Marines            | Serra Calderona  | 39° 45′ 08″ N, 0° 34′ 43″ O / 39.7523472°N,0.5786632°O |      |
| Puntal de Mateu          | 470 m. | Nàquera            | Serra Calderona  | 39° 39′ 48″ N, 0° 24′ 28″ O / 39.6634288°N,0.4076832°O |      |
| la Rodana Gran           | 342 m  | Vilamarxant        | les Rodanes      | 39° 32′ 35″ N, 0° 37′ 35″ O / 39.5429344°N,0.6264222°O |      |
| Tossal de Sant Miquel    | 272 m. | Llíria             | Pla de Llíria    | 39° 37′ 15″ N, 0° 35′ 58″ O / 39.6207395°N,0.5994943°O |      |
| la Paridera              | 264 m. | Vilamarxant        |                  | 39° 35′ 00″ N, 0° 41′ 00″ O / 39.5834316°N,0.68327°O   |      |
| Cabeç Bord               | 238 m. | Nàquera            | Serra Calderona  | 39° 37′ 29″ N, 0° 22′ 44″ O / 39.624727°N,0.3788065°O  |      |
| els Cara-sols            | 236 m. | Riba-roja de Túria |                  | 39° 30′ 24″ N, 0° 32′ 48″ O / 39.5067638°N,0.546745°O  |      |
| la Rodaneta Parda        | 232 m. | Vilamarxant        | les Rodanes      | 39° 33′ 00″ N, 0° 38′ 49″ O / 39.5500289°N,0.6468557°O |      |
| Tossal de les Terreroles | 143 m. | l'Eliana           | la Vallesa       | 39° 32′ 12″ N, 0° 30′ 23″ O / 39.5365535°N,0.506426°O  |      |
| el Tos Pelat             | 90 m.  | Bétera             |                  | 39° 33′ 36″ N, 0° 25′ 16″ O / 39.5599289°N,0.420976°O  |      |